# 多诺万·克林根
多诺万·约翰·克林根（Donovan John Clingan，2004年2月23日—），美国男子篮球运动员，司职中锋。

## 生平
多诺万·克林根来自康涅狄格州布里斯托尔，他的母亲史黛西（Stacey）曾在缅因大学打过NCAA女篮，是校队的关键球员，史黛西大学毕业后回到家乡布里斯托尔当了老师。2018年，当多诺万·克林根在读中学八年级时，他的母亲史黛西因乳腺癌去世了。
在大学招募时，克林根被247Sports评为四星级高中生，他选择了为康涅狄格大学哈士奇队效力。克林根在2022年进入大学，在首赛季担任阿达玛·萨诺戈的替补。随着阿达玛·萨诺戈于2023年进入NBA選秀（后落选），克林根于大二赛季被提拔为正印中锋。他在康涅狄格大学共打了两个赛季，随队获得了两次NCAA冠军（2023, 2024）。
在2024年NBA选秀中，他被波特兰开拓者队以首轮第7顺位选中。